# Eugeni Xammar

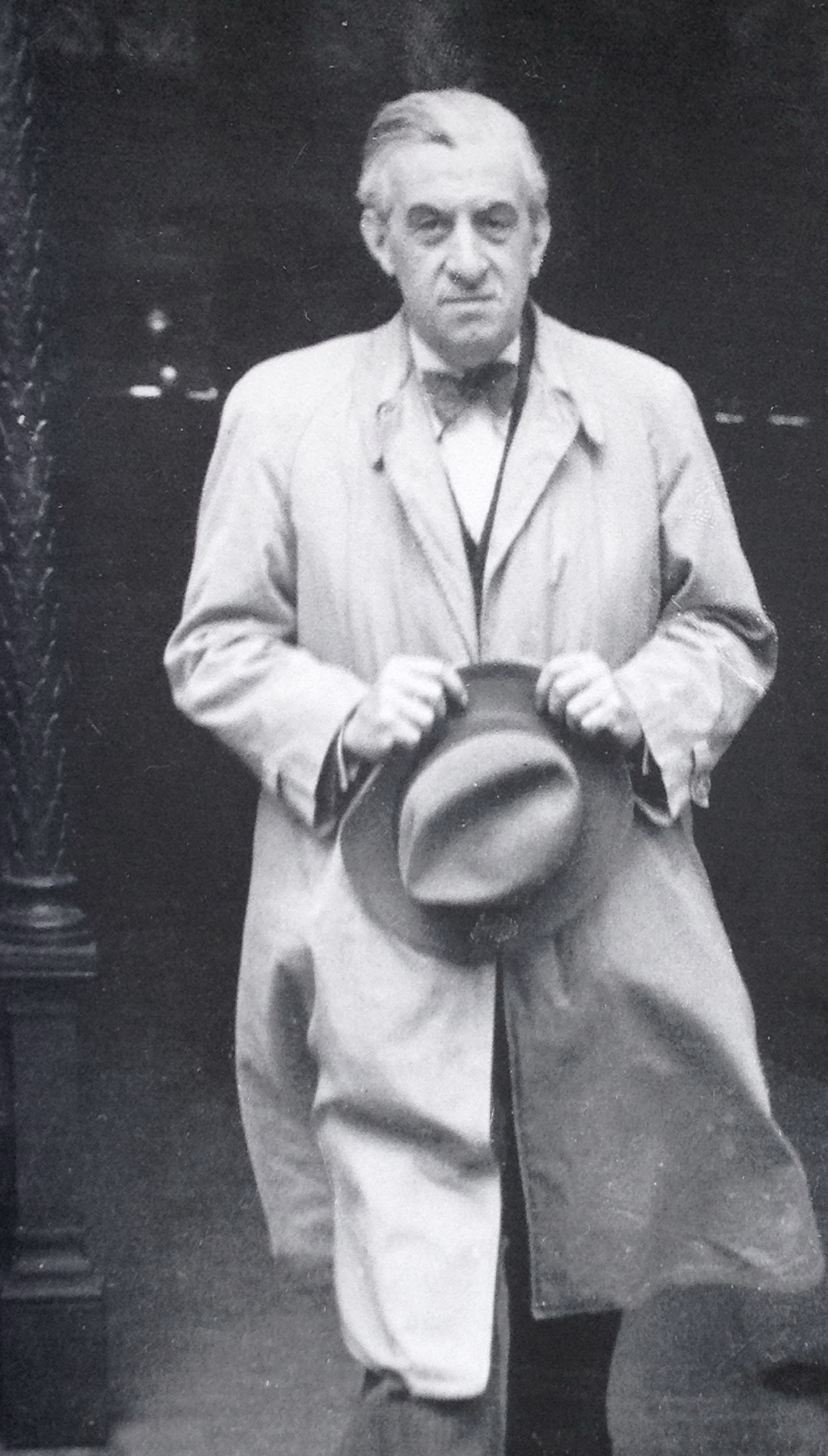
Eugeni Xammar. Berlin, 1934

Eugeni Xammar (geboren 1888 in Barcelona; gestorben 5. Dezember 1973 in L’Ametlla del Vallès; gesprochen: [euˈdʒɛni tʃa'maɾ]) war ein katalanischer Journalist. Er berichtete als Auslandskorrespondent für verschiedene spanisch- und katalanischsprachige Zeitungen zunächst aus London, während des Ersten Weltkriegs von der französischen Front und von 1922 bis 1937 aus Berlin.

## Leben
Der Journalist Xammar begann seine Karriere bei Tageszeitungen in seiner Heimatstadt Barcelona. Bereits vor dem Ersten Weltkrieg ging er als Auslandskorrespondent nach London (Aliasname bei der Vanguardia: Harry Doggerell). Dieser Aufenthalt hat ihn nach eigener Aussage stärker geprägt als sein Heimatland Spanien. Im Krieg berichtete er für zwei Madrider Tageszeitungen von der Westfront. Gegen Kriegsende ließ er sich direkt für die britische Propaganda einspannen. Er arbeitete als ständiger Korrespondent für den Informationsdienst für die neutralen Länder im Hauptquartier des britischen Expeditionskorps in Frankreich. Die Artikel wurden per Telegramm an die spanische Nachrichtenagentur Agencia Fabra geschickt. Zusätzlich zu seinen Honoraren aus der Arbeit für spanische Zeitungen erhielt er von britischer Seite 500 Peseten monatlich (ein Redakteur verdiente damals rund 250 Peseten im Monat). Außerdem übersetzte er englische Flugblätter ins Katalanische. Ein halbes Jahr später verfasste er aber auch für den Deutschen Nachrichtendienst in Barcelona – der deutsche Propaganda in Spanien verbreitete – Flugblätter auf Katalanisch.
Nach Kriegsende wechselte er für zwei Jahre in die Presseabteilung des neu gegründeten Völkerbunds in Genf, wo er sich jedoch schnell langweilte. Im Herbst 1922 gelang es ihm, von der katalanischen Tageszeitung La Veu de Catalunya nach Berlin geschickt zu werden; wegen einer Passage aus einem Interview mit Hitler über die Vertreibung der Juden aus Spanien (vgl. Alhambra-Edikt) musste er sich jedoch bald einen neuen Arbeitgeber suchen, die Zeitung La Publicitat. Xammar blieb mit Unterbrechungen bis 1937 in Berlin.
1929 begann er für den liberalen, spanischsprachigen Heraldo de Madrid zu schreiben. Als Chefredakteur Chaves Nogales 1930 die Tageszeitung Ahora gründete, nahm er den Berliner Korrespondenten mit. Ahora, in der herausragende liberale Autoren wie Miguel de Unamuno oder Pío Baroja publizierten, stand von 1931 bis 1936 auf Seiten der Zweiten Spanischen Republik.
Anfang der 1930er Jahre wurde Eugeni Xammar zum Vizepräsidenten der Vereinigung der Auslandspresse gewählt und arbeitete zugleich als Presseattaché der Spanischen Botschaft. Obwohl er sich als einer der ersten Auslandskorrespondenten intensiv mit Hitler beschäftigt hatte – er charakterisiert ihn bereits 1923 als „Der dümmste Mensch, den wir jemals das Vergnügen hatten kennenzulernen. Ein Dummkopf voller Tatendrang, Vitalität und Energie, ein maßloser, nicht zu bremsender Dummkopf.“ –, nahm er dessen radikales Programm nicht ausreichend ernst.
Als 1936 General Franco in Spanien putschte und danach der Bürgerkrieg ausbrach, erklärten sich in Berlin der spanische Botschafter und die meisten Botschaftsangehörigen mit den Aufständischen solidarisch. Als überzeugter Republikaner ging Xammar nach Paris, wo er während des Bürgerkriegs als Presseattaché in der republikanischen Botschaft arbeitete. Nach dem Ende des Bürgerkriegs gab es in Spanien keine Zeitung mehr, die seine Artikel gedruckt hätte. Xammar ging 1939 ins Exil, wo er nach verschiedenen Stationen schließlich als Übersetzer bei den Vereinten Nationen in New York unterkam; später arbeitete er in derselben Funktion in Genf. Nur noch gelegentlich brachte er Artikel in südamerikanischen Zeitungen unter. Gegen Ende seines Lebens kehrte er nach Katalonien zurück.

## Leistungen

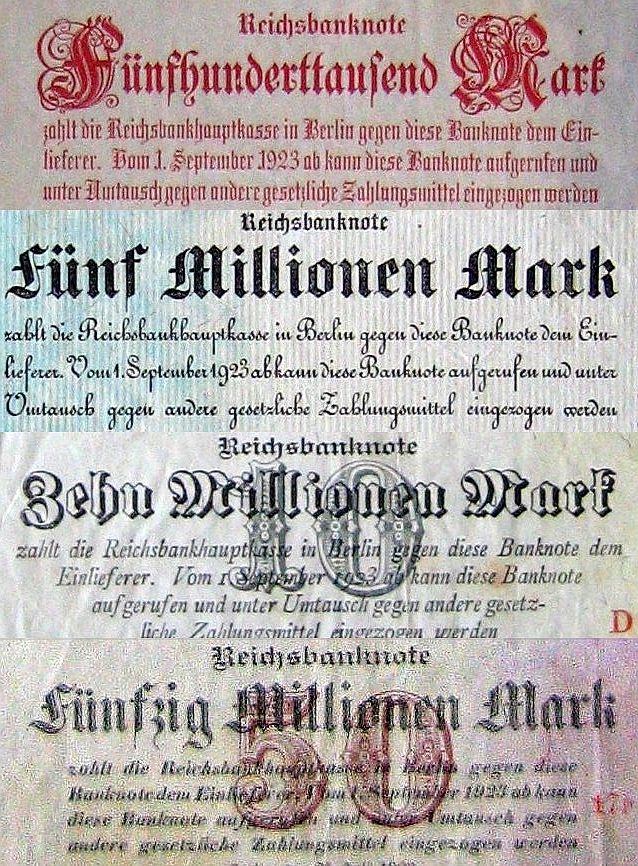
Deutsche Banknoten aus der Zeit der Hyperinflation 1923

Xammar vermittelte seinen spanischen Lesern ein detailliertes Bild der Weimarer Republik und frühen Zeit des Nationalsozialismus. Schwerpunkte setzte er bei den Reparationen aus dem Friedensvertrag von Versailles und der Hyperinflation, wie die Welt sie bis dahin noch nicht erlebt hatte. Den deutschen Staatshaushalt von 1923 über 3,5 Billionen Mark rechnete er in 140 Millionen Dollar um, weniger als der Staatshaushalt Spaniens ausmachte. Er analysierte, wie es dem deutschen Staat durch diese Inflation gelang, die Kriegsschulden zu tilgen, und beschrieb klar, auf wessen Kosten das geschah: „Diese Gewinne basieren auf dem Elend zahlreicher Rentiers und eines Großteils des Mittelstands und des Kleinbürgertums. Eine nur schwer zu schätzende Anzahl von Familien ist in den letzten vier Jahren langsam, aber unerbittlich enteignet worden.“ Die daraus folgende Radikalisierung der deutschen Wählerschaft bildete einen weiteren Schwerpunkt seiner Berichte.
Viele Artikel enthalten Anspielungen auf die spanischen Verhältnisse unter dem Diktator Primo de Rivera, aber nur gelegentlich wurden einige Zeilen von der spanischen Zensur gestrichen. Als Katalane interessierte ihn der Separatismus, wie er sich damals besonders in Bayern und im besetzten Rheinland ausbreitete. Xammar zeichnet sich dadurch aus, dass er Deutschland nicht nur von Berlin aus beobachtete, sondern auch unter den damals sehr schwierigen Verkehrsverhältnissen das Land bereiste. So lieferte er eine Reihe von Reportagen aus dem Ruhrgebiet unter französischer Besatzung.
Im November 1923 erlebte er Hitlers Putschversuch im Münchener Bürgerbräukeller mit, den er ein paar Stunden zuvor interviewt hatte. Hitler hatte bei dieser Gelegenheit offen die Ausrottung aller Juden propagiert: „Wenn wir wollen, dass Deutschland lebt, müssen wir die Juden vernichten.“ Er erklärte dieses Ziel damals jedoch noch für undurchführbar und forderte deswegen nach dem Vorbild der Vertreibung der Juden aus Spanien 1492 eine Massenvertreibung.
Mitte der 1920er Jahre reiste Xammar auch gemeinsam mit seinem Freund Josep Pla in die Sowjetunion. Danach war er „absolut überzeugt, daß die in Rußland zur Herrschaft gelangte menschliche Utopie eine Dummheit von unergründlichen Dimensionen ist, die dem Freiheitsbedürfnis der Menschen zuwiderläuft.“
Xammar hat seine Lebenserinnerungen auf Katalanisch verfasst. Auf Spanisch sind 2005 zwei Bände mit Berichten aus der Weimarer Republik und der frühen Zeit des Nationalsozialismus erschienen; auf Deutsch eine kleine Auswahl aus der Zeit der Inflationsjahre 1922–1924. Xammar hat auch den Doktor Faustus von Thomas Mann ins Spanische übersetzt.

## Werke
- Eugeni Xammar: Seixanta anys d’anar pel món. Memòries d’Eugeni Xammar. Pòrtic, Barcelona 1974 und 1975 sowie Quaderns Crema, Barcelona 1991, wiederaufgelegt 2007, ISBN 84-7306-054-7. (auf Katalanisch)
- Charo González Prada (Hrsg.): Crónicas desde Berlin. (1930–1936). Acantilado, Barcelona 2005, ISBN 84-96489-17-5. (auf Spanisch)
- Eugeni Xammar: Das Schlangenei. Berichte aus dem Deutschland der Inflationsjahre 1922–1924. Übersetzt von Kirsten Brandt. Berenberg, Berlin 2007, ISBN 978-3-937834-23-8. (Originalausgabe auf Katalanisch: L’ou de la serp. Quaderns Crema, Barcelona 1998.)
- Thomas Mann: Doktor Faustus: vida del compositor alemán Adrian Leverkühn narrada por un amigo. Aus dem Deutschen von Eugeni Xammar. Edhasa, Barcelona 2004, ISBN 84-350-0937-8. (auf Spanisch)